# إرجين كيليش
إرجين كيليش (بالتركية: Ergin Keleş) هو لاعب كرة قدم تركي في مركز الهجوم، ولد في 1987 في أرسين ‏ في تركيا. شارك مع منتخب تركيا تحت 17 سنة لكرة القدم ومنتخب تركيا تحت 19 سنة لكرة القدم ومنتخب تركيا تحت 20 سنة لكرة القدم ومنتخب تركيا تحت 21 سنة لكرة القدم. أما مع النوادي، فقد لعب مع أضنة سبور وأنقرة غوجو وطرابزون سبور وغازي عنتاب بي.بي.كي ومانيساسبور ومرسين إيدمانيوردو ونادي جوزتيبي ونادي كارديمير كارابوك سبور.

## وصلات خارجية
- إرجين كيليش على موقع الاتحاد الدولي (مؤرشف)  (الإنجليزية)
- إرجين كيليش على موقع اتحاد تركيا (لاعب) (الإنجليزية)
- إرجين كيليش على موقع قاعدة بيانات كرة القدم.إي يو (الإنجليزية)
- إرجين كيليش على موقع Soccerway.com (الإنجليزية)
- إرجين كيليش على موقع عالم كرة القدم.نت (الإنجليزية)